# 新町 (池田市)
新町（しんまち）は、大阪府池田市にある地名である。丁目をもたない単独町名である。郵便番号は 563-0050 である。当地域の人口は、2017年12月末時点で 544  人である（池田市市民生活部総合窓口課の資料による）。面積は、2018年3月末時点で 0.077 平方キロメートルである（池田市市長公室広聴文書課の資料による）。

## 地理
池田市の西端部に位置する。北は、木部町と接しており、東は、綾羽一丁目、二丁目と接している。南は、栄本町、西本町と接しており、西は、兵庫県川西市と接している。当地域の西端を猪名川が南流しており、川西市との間に中橋が架橋されている。当地域のほぼ中央を、国道173号が縦断している。当地域の南半分は、主に商業地域となっている。当地域は、池田市立池田小学校および池田市立池田中学校の校区に含まれる。

## 歴史
1925年（大正14年）、池田実業銀行本店（現在のいけだピアまるセンター）が完成される。1929年（昭和4年）頃、中橋が架橋される。1941年（昭和16年）、新町通が車両用道路として整備される。1944年（昭和19年）4月1日、町域の変更が行われ、南新町、柳屋町、大西町の一部が新町通一丁目に、元新町、南新町の一部が新町通二丁目に、淵ヶ上、平井、北新町の全域、小坂前、元新町の一部が新町通三丁目に変更される。新町および木部町の猪名川河岸には遊泳場があり、1949年（昭和24年）には、池田市営猪名川遊泳場条例が制定されている。
1951年（昭和26年）、新町通商店会が結成される。1962年（昭和37年）8月、池田市立図書館が旧住友銀行池田支店跡の建物（現在のいけだピアまるセンター）に開設される。1968年（昭和43年）、勤労者センターが開設される。1970年（昭和45年）3月1日、新町通一丁目から三丁目および綾羽町一丁目から三丁目、西本町、槻木町の各一部が、新町となる。
1975年（昭和50年）4月、池田会館が開館される。1981年（昭和56年）、青少年指導センターおよび教育研究所が2番14号の池田市立図書館跡（現在のいけだピアまるセンター）で業務を開始する。1982年（昭和57年）3月27日、伝承「唐船が淵」が市の指定文化財（史跡）に指定される。2000年（平成12年）、いけだピアまるセンターが開設される。2004年（平成16年）6月9日、いけだピアまるセンターが、国の登録有形文化財に登録される。同年10月18日、猪名川政右衞門の碑が市の指定文化財（史跡）に指定される
。

## 施設
- いけだピアまるセンター[3]
- 池田会館[3]
- ローソン 池田新町[24]